# منافذ بيركلي

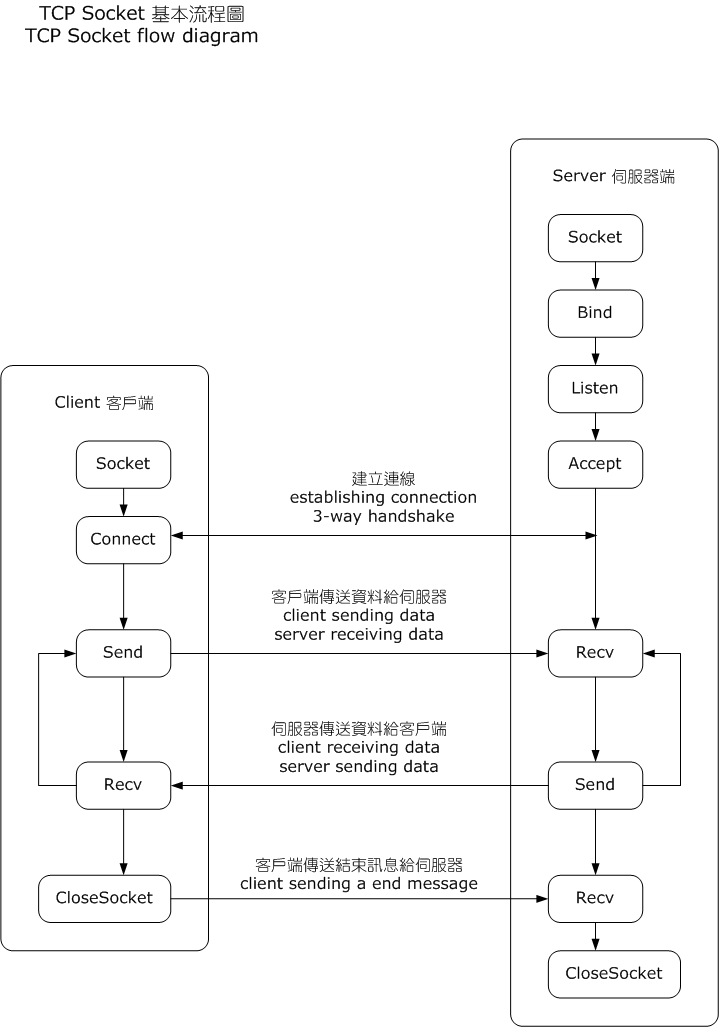

منافذ بيركلي هي واجهة برمجة التطبيقات لمنافذ الشبكة وفي مقبس نطاق يونيكس (Unix domain socket)، وتستخدم من أجل التواصل الداخلي بين العمليات. يتم توفيرة غالباً كمكتبة برمجيات للموديلات المتصلة. أنشئت مع نظام يونكس 4.2BSD في 1983.
المقبس هو تمثيل مجرد (مقبض - Handle (computing)) للنقطة المحلية النهائية لمسار التواصل الشبكي. واجهة منافذ بيركلي توضح نفسها على أنهاواصف ملف (File descriptor) في فلسفة يونكس والتي وتوفر واجهة عامة لتدفقات بيانات (Standard streams) المدخلات والمخرجات.
منافذ بيركلي تطورت مع تعديل بسيط منمعيار الواقع (De facto standard) إلي مكون مواصفات بوزيكس. لذلك المصطلح منافذ بوزيكس يتوافق لزماً مع مصطلح منافذ بيركلي. ويعرف أيضاً باسم منافذ بيركلي وذلك أن أول إدراج له تم فيتوزيعة برمجيات بيركلي.

## روابط خارجية
- صفحة دليل يونكس
- إستقبال البيانات
- الإتصال
- الوثائق المُساعدة لمبرمجي يونكس
- 2007 -دليل بيجي لبرمجة الشبكات
- أسئلة وأجوبة على منافذ يونكس (المعتمدة على منافذ بيركلي)
- مدخل سريع إلي برمجة TCP-IP مع نماذج بلغة برمجة سي
- إستيراد برامج منافذ بيركلي إلى Winsock - وثائق من مايكروسوفت
- Programming UNIX Sockets in C - Frequently Asked Questions - 1996
- Linux network programming - Linux Journal, 1998

تستند هذة المقالة على مواد من قاموس الحوسبة المجاني على الانترنت، وهو ترخيص تحت رخصة جنو للوثائق الحرة.